# Олд-Мейн (Университет Арканзаса)
Олд-Мейн (англ. Old Main) является старейшим зданием на территории кампуса Университета Арканзаса. Он является самым узнаваемым символом Университета (как для выпускников, так и для жителей Арканзаса) и всего высшего образования в штате.

## История
Здание было построено между 1873 и 1875 годами. Фирма Мейса и Оливера построила его из местных материалов. Цена 100,000 квадратных футов обошлось в 130,000 долларов. В 1873, Университет Арканзаса купила планы Университетского зала в Университете Иллинойса (которое было снесено в 1938 году).
Здание использовалось вплоть до 1981 года, когда его закрыли из-за ухудшающего состояния. Реставрационные работы начались летом 1989 года и Олд-Мейн был сильно обновлён. Процесс реставрации шёл впереди графика и работы были закончены весной 1991 года. Открытие обновлённого здания состоялось осенью того же года, что стало важным моментом в истории Университета.

## Архитектурные особенности

### Дендрарий

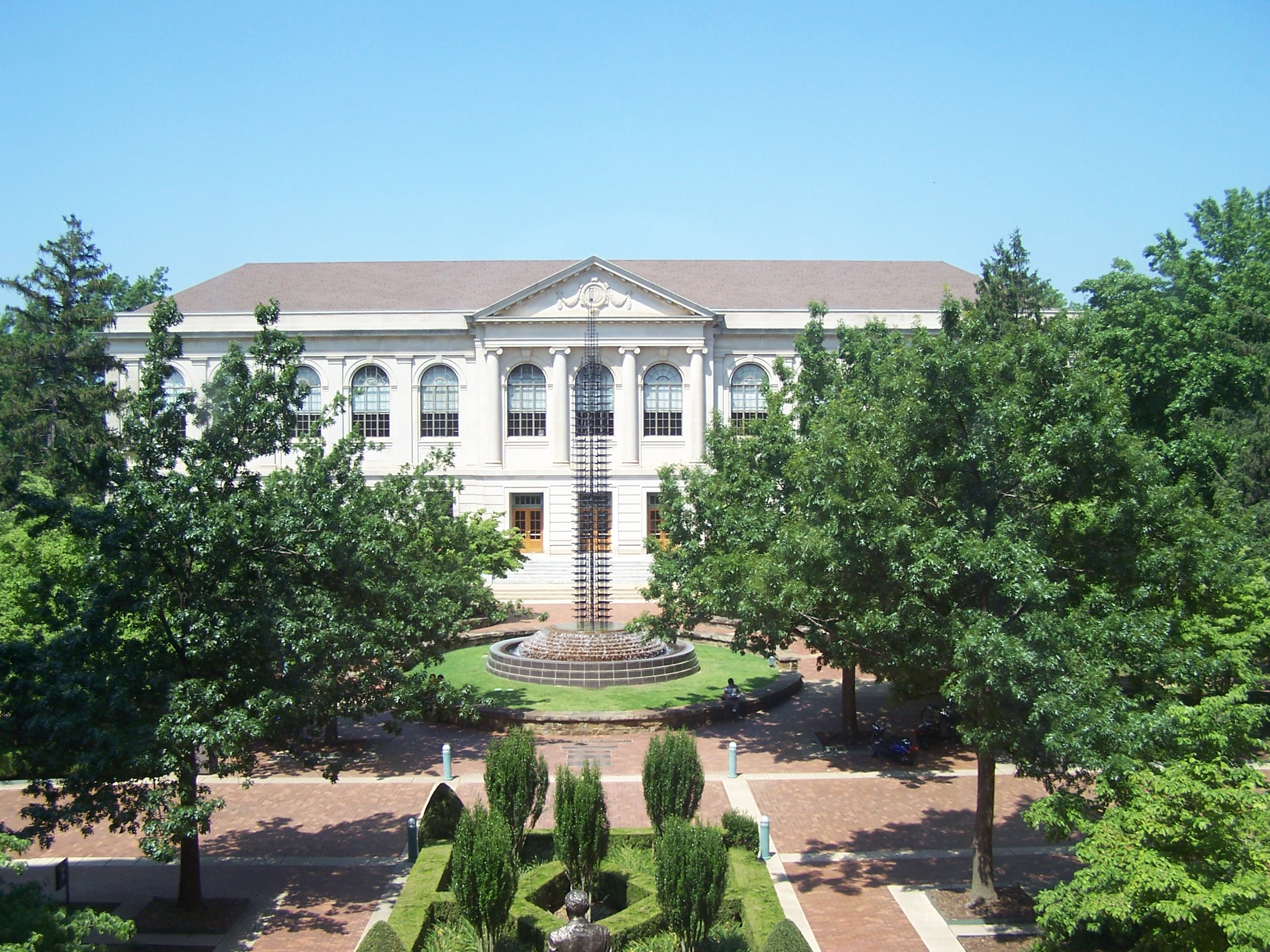
Вид на фонтан Мира Уильяма Д. Фулбрайта напротив Зала Вола Уокера, с верхних этажей Олд-Мейна

Дендрарий (большая лужайка перед Олд-Мейном) является домом для одного из всех типов деревьев в Арканзасе (за некоторыми исключениями, такими как магнолия трёхлепестная) и когда-то использовался в качестве тренировочной площадки для военных офицеров, когда в университете преподавали военную тактику. Он также служил местом, где оркестр маршировал и играл. Теперь группа репетирует в Баум-Ист (автостоянка на территории кампуса), а дендрарий — это просто зелёная зона, где студенты могут учиться, играть в игры или просто прогуливаться и получать удовольствие.

### Статуя Джеймса Уильяма Фулбрайта
В 2002 г. в заднем дворе здания была установлена статуя бывшего студента, преподавателя юридического факультета, президента университета, конгрессмена, сенатора, в честь которого назван колледж, расположенный в Олд-Мейн, Дж. Уильяма Фулбрайта. Экс-президент Билл Клинтон произнес долгожданную речь на церемонии открытия.

### Колокола
В 1879 году был установлен первый официальный колокол Олд-Мейна. Этот колокол всё ещё существует сегодня, но больше не используется регулярно. Последние два раза он использовался, когда он звонил 10 раз в 1985 году, чтобы отметить 10 миллионов долларов, полученных в качестве пожертвований на процесс реставрации, и в июле 1989 года, чтобы отметить начало ремонта. Электронные звонки были установлены в 1949 году и были посвящены тем студентам, которые погибли в войне. Эти колокола износились и были заменены компьютеризированным звонком.